# Bösel
Pour l’article homonyme, voir Benedikt Bösel.
Bösel est une ville allemande située en Basse-Saxe, dans l'arrondissement de Cloppenburg.

## Histoire
La toponymie de Bösel était mentionnée dès 1080 sous le nom de "Borsla" (forêt près d'une rive).

## Jumelages

Localisation de Bösel dans l'arrondissement de Cloppenburg.

- Dippoldiswalde (Allemagne)